# Архітектура Мумбаї

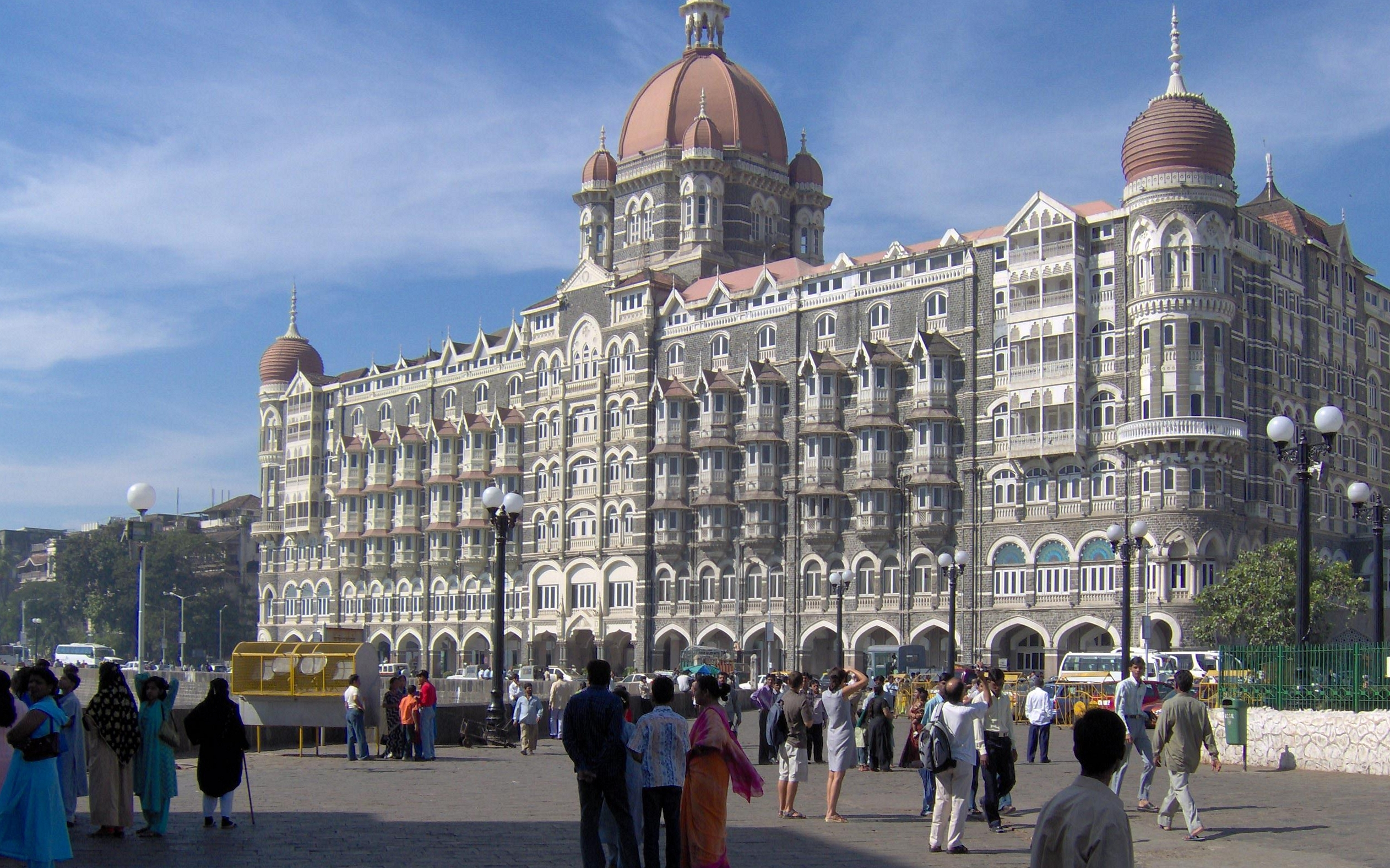
Taj Mahal Palace

Архітектура Мумбаї поєднує в собі готичний, вікторіанський, ар-деко, індо-сарацинський і сучасний архітектурні стилі. Багато будівель, споруд та історичних пам'яток залишилися від колоніальної епохи. Мумбаї, після Маямі, має друге місце у світі за кількістю будівель у стилі ар-деко.

## Стилі

### Вікторіанська готична архітектура
Архітектура Мумбаї розвивалася завдяки британцям у 18 і на початку 19 століть. Спочатку це був неокласичний стиль архітектури, але пізніше вікторіанська готика (також знана як відродження готики) стала домінувати в місті.
Готична архітектура відрізняється від неокласичної своєю яскравістю та різноманітністю деталей, що складаються з летючих контрфорсів, стрілчастих вікон і вітражів, та роз'єднаною поверхнею живих кольорів. Спочатку, готичні споруди були побудовані як церкви, але згодом їх почали використовувати для побудови будинків парламенту, особняків та публічних зал. Індійські архітектори взяли на озброєння цей стиль, використовуючи його в поєднанні зі сучасним стилем та адаптуючи до місцевого клімату та потреб суспільства. Цей новий стиль став відомим як «мумбайська готика».
За словами письменника Яна Морріса, «Мумбаї є одним із найхарактерніших вікторіанських міст у світі, що демонструє всю величну зухвалість вікторіанської еклектики». Британський вплив на будівлі в місті очевидний з колоніальної епохи. Проте архітектурні особливості включають низку європейських впливів, таких як німецькі фронтони, голландські дахи, швейцарська дерев'яна обробка, романські арки та тюдорівські вікна, які часто змішуються з традиційними індійськими рисами.
Ратуша Мумбаї була побудована в період з 1820 по 1835 роки полковником Томасом Каупером. Форт-кампус Університету Мумбаї та вежа Раджабай, коледж Святого Ксав'єра, секретаріат, телеграфне відділення, коледж Вілсона та кінцева станція Чхатрапаті Шиваджі Махараджа також є чудовими прикладами готичної архітектури міста.

#### Вокзал Чхатрапаті Шіваджі Махараджа
Кінцева станція Чхатрапаті Шіваджі Махараджа — історична залізнична станція та об'єкт Всесвітньої спадщини ЮНЕСКО в Мумбаї, Махараштра, Індія.
Кінцеву станцію спроєктував британський інженеро-архітектор Фредерік Вільям Стівенс у стилі вікторіанської італійської архітектури неоготики. Її будівництво почали 1878 року на південь від старої залізничної станції Bori Bunder і завершили 1887 року, в рік, коли відзначається 50-річчя правління королеви Вікторії.
Назву станції було змінено на Chhatrapati Shivaji Terminus (код станції CST) у березні 1996 року на честь Шиваджі, засновника імперії Маратха у 17 столітті, імені якого часто передує Чхатрапаті, королівський титул. 2017 року станцію знову перейменували на станцію Chhatrapati Shivaji Maharaj Terminus (код CSTM), де Махарадж також є королівським титулом. Однак зазвичай використовуються як попередні ініціали «VT», так і нинішній «CST».
Кінцева станція — штаб-квартира Індійської центральної залізниці. Це одна з найзавантаженіших залізничних станцій в Індії, яка служить кінцевою станцією для поїздів далекого та приміського сполучення.
Будівництво станції тривало десять років, це найдовше для будь-якої будівлі того часу в Бомбеї. Ця відома архітектурна пам'ятка в неоготичному стилі була побудована як штаб-квартира Великої залізниці Індійського півострова.
Будівлю вокзалу спроєктовано в архітектурному стилі високої вікторіанської готики. Будівля демонструє злиття впливів вікторіанської італійської неоготичної архітектури та класичної індійської архітектури. Горизонт, башточки, стрілчасті арки, ексцентричний план землі близькі до класичної індійської палацової архітектури.

#### Форт кампус Університету Мумбаї
Вежа Раджабай у Південному Мумбаї розташована в межах кампусу Форт Університету Мумбаї та була побудована між 1869 і 1878 роками Він був розроблений сером Джорджем Гілбертом Скоттом, англійським архітектором, за зразком Біг-Бена, годинникової вежі будівлі парламенту Сполученого Королівства в Лондоні. Вежа стоїть на висоті 85 м (280 футів) і на той час це була найвища будівля в Індії. Вежа поєднує венеціанський і готичний стилі. Він побудований з місцевого каменю курла кольору бафф і вітражів.

#### Ринок Махатма Джйотіба Пхуле
Махатма Джйотіба Пхуле Мандай (формально Кроуфордський ринок) на півдні Мумбаї був названий на честь Артура Кроуфорда, першого муніципального комісара міста. Будівля, завершена в 1869 році, була подарована місту Ковасджі Джехангіром. 1882 року будівля стала першим ринком в Індії, освітленим електрикою. Споруда являє собою суміш нормандського, фламандського та готичного архітектурних стилів. Фризи на зовнішньому вході із зображенням індійських фермерів і кам'яні фонтани всередині були розроблені Локвудом Кіплінгом, батьком романіста Редьярда Кіплінга. Ринок займає площу 22 471 м кв (24 тис. квадратних футів), що 5515 м кв (6 тис. кв. футів) займає сама будівля. Споруда була побудована з використанням грубого каменю курла кольору червоного каменю з Васаї.

#### Готель Ватсон

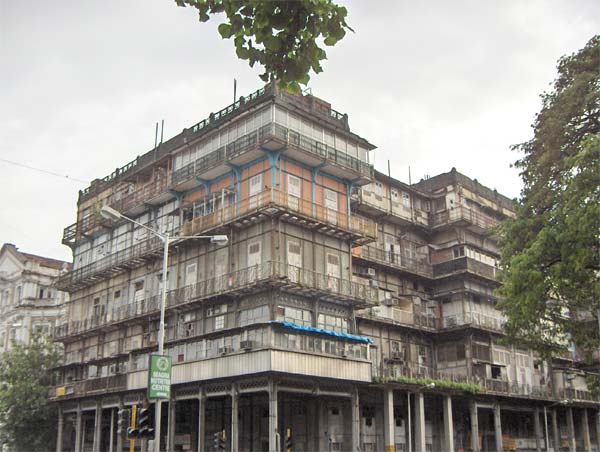
Готель Ватсон

Готель Watson's Hotel, нині знаний як Esplanade Mansion, розташований у районі Кала Года в Мумбаї та є найстарішою чавунною будівлею, що збереглася в Індії. Він був названий на честь свого початкового власника Джона Уотсона та розроблений інженером-будівельником Роулендом Мейсоном Ордішем, який також був пов'язаний із станцією Сент-Панкрас у Лондоні. Будівля була виготовлена в Англії між 1867 і 1869 роками з чавунних компонентів і була зібрана та побудована на місці. Зовнішній чавунний каркас дуже нагадує інші відомі будівлі 19 століття, такі як лондонський Кришталевий палац. Головний фасад готелю вирізняють широкі відкриті балкони на кожному поверсі, які з'єднують кімнати для гостей, побудовані навколо атріуму у внутрішньому дворику.
Недбале ставлення до будівлі призвело до занепаду, і, незважаючи на те, що воно занесено до списку пам'яток II–A ступеня, будівля зараз перебуває в напівзруйнованому стані. Стан будівлі був оприлюднений італійським архітектором Ренцо Піано та активістами спадщини, і в результаті їхніх зусиль у червні 2005 року будівлю було занесено до списку «100 пам'яток, що перебувають під загрозою зникнення» Всесвітнього фонду пам'яток.

### Індо-сарацинський
Індо-сарацинський стиль розвинувся в другій половині 19 століття, поєднуючи в собі ісламський та індуїстський архітектурні стилі з характерними куполами, арками, вітражами, шпилями та мінаретами. Ворота Індії та Чхатрапаті Шиваджі Махарадж Васту Санграхалая є прикладами цього архітектурного типу в місті.

#### Ворота Індії
Ворота Індії — одна з головних пам'яток міста, розташована в районі Аполло-Бандер на півдні Мумбаї. Це цілих 26 метрів (85 фут) висока арка, побудована з жовтого базальту та залізобетону. Багато елементів арки походять від ісламських архітектурних стилів Гуджарату 16-го століття, стовпи походять від дизайну індуїстських храмів, а дизайн вікон Шлюзу походить від ісламської архітектури.
Ворота Індії були побудовані на честь візиту короля Георга V і королеви Марії до Мумбаї перед Делі Дурбаром у грудні 1911 року. Перший камінь був закладений 31 березня 1911 року губернатором Бомбею сером Джорджем Сіденхемом Кларком, а остаточний проєкт Джорджа Віттета був схвалений у серпні 1914 року. Фундаменти були завершені в 1920 році, а будівництво закінчено в 1924 році Будівля отримала назву «Ворота Індії», тому що в колоніальну епоху європейці потрапляли в Індію звідси, зазвичай це було перше, що вони бачили, в'їжджаючи в країну.

#### Готель Тадж
Курортний готель Taj Mahal Palace був побудований на замовлення Tata і вперше відкрив свої двері для гостей 16 грудня 1903 року. Оригінальними індійськими архітекторами були Сітарам Хандерао Вайдья та Д. Н. Мірза, а проєкт завершив англійський інженер В. А. Чемберс. Вартість будівництва склала 250 000 фунтів (сьогодні 127 мільйонів фунтів). Під час Першої світової війни готель було перетворено на госпіталь на 600 ліжок. Купол готелю зроблений з тієї ж сталі, що використовувалася в Ейфелевій вежі. У той час Jamsedti Tata імпортував ту ж сталь. Готель був першим в Індії, де встановлено і експлуатується паровий ліфт.

### Арт-деко
Початок епохи арт-деко припадає на 1910 рік, коли стиль модерн вийшов з моди. Лінійна симетрія арт-деко стала відмінністю від плавних асиметричних органічних кривих його попередника, стилю ар-нуво. Арт-деко — це еклектичний стиль, дизайнери якого черпали натхнення з різноманітних джерел. Артефакти зі Стародавнього Єгипту, Греції, Мезоамерики, Африки, Японії та Китаю мали значний вплив. Кубізм, орфізм, футуризм і конструктивізм надали абстрактну, геометричну мову, яка швидко впроваджувалася в стиль арт-деко, а високі стилі європейської традиції продовжували надихати на нього. Особливий вплив арт-деко здобув в Америці, особливо в Нью-Йорку. Хмарочоси, такі як Chrysler Building, стали іконами нового стилю, а джаз став музикою міста. Популярність голлівудських фільмів значною мірою сприяла просуванню ар-деко міжнародної аудиторії в усьому світі.
Ар-деко є одним із найменш помічених архітектурних стилів Мумбаї, хоча Мумбаї та його передмістя, можливо, мають найбільшу кількість будівель ар-деко у світі. У Індії, зокрема в Мумбаї, арт-деко перетворився на унікальний стиль, знаний як деко-сарацинський. Сутність його полягала в поєднанні архітектурних стилів ісламу та індуїзму. Основними рисами індо-сарацинського стилю були спорудження куполів, арок, шпилів, вітражів і мінаретів. Інтер'єри мали вікторіанський вплив, тоді як зовнішній вигляд відображав індійську культуру. Особливістю мумбайського арт-деко було використання різноманітних матеріалів для виразного дизайну. Багато будівель повністю зводилися з залізобетону, але мали облицювання з маладського каменю. Компанія Bharat Tiles, найстаріший виробник плитки в Індії, також відіграла невід'ємну роль у формуванні інтер'єрів у стилі арт-деко. Деякі з найвідвідуваніших архітектурних пам'яток Мумбаї:
- Храм Махалакшмі
- Художня галерея Джахангір
- Високий суд
- Головна пошта
- Фонтан Флора
- Кінотеатр Regal

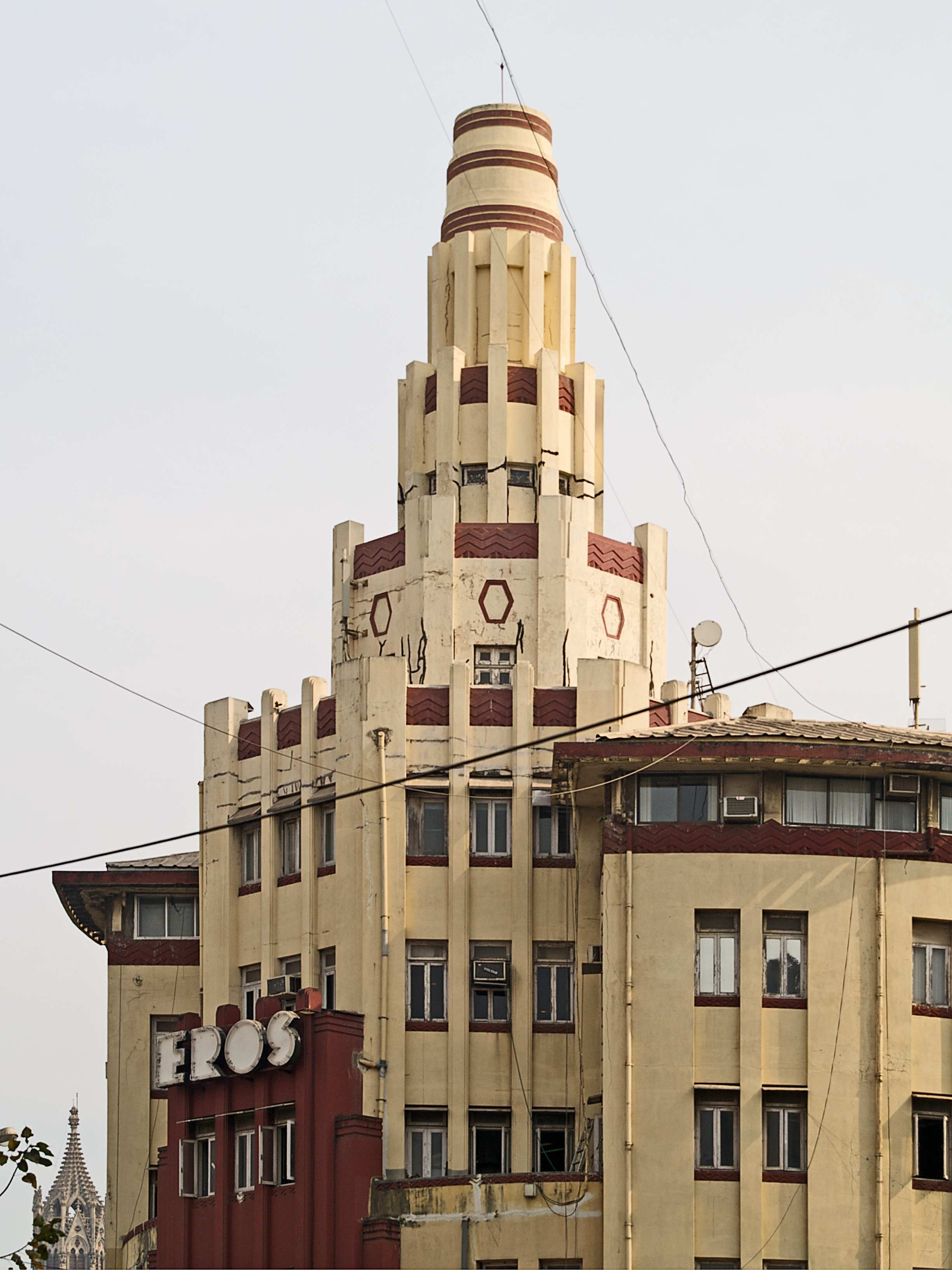
Кінотеатр Ерос

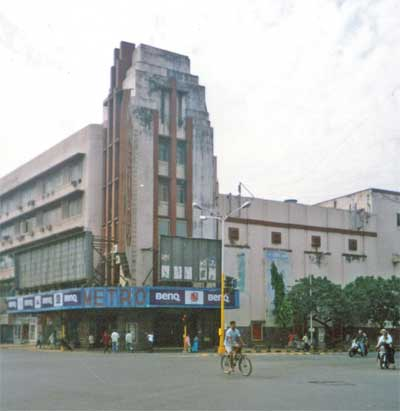
Metro Cinema тепер Metro Inox Cinemas, розроблений Томасом В. Лембом.

Архітектура ар-деко в Мумбаї розвивалася в 1930-х роках і створювала чітко кутасті будівлі з фасадами. Мумбаї займає друге місце в світі за кількістю будівель в стилі ар-деко. Стиль ар-деко також надзвичайно популярний серед різноманітних кінотеатрів, які виникли на початку та в середині 20-го століття, включаючи кінотеатри Metro, Eros Cinema, Liberty Cinema і навіть Regal Cinema. Кінотеатр Eros — типова будівля в стилі ар-деко за проєктом архітектора Сохрабджі Бхедвара. Фундамент Eros Cinema був закладений у 1935 році Кінотеатр був відкритий у 1938 році, і будівництво цієї будівлі на тодішній нещодавно рекультивованій ділянці Бекбей, де розміщувалися магазини та інші підприємства, окрім кінотеатру, тривало близько двох з половиною років. Ця будівля, частково облицьована червоним аграрським пісковиком, пофарбована в кремовий колір. Два крила цієї будівлі в стилі ар-деко зустрічаються в центральному блоці. Фойє оздоблено білим і чорним мармуром із вкрапленнями золота. На верхній поверх ведуть мармурові сходи з хромованими поручнями. Розписи в приглушених кольорах зображують індійську архітектуру.
Кінотеатр Metro Inox Cinemas, розташований на Mahatma Gandhi Road, на Dhobitalao Junction, також є хорошим прикладом стилю ар-деко в архітектурі, який з'явився в 1930-х роках у місті. У кінотеатрі показують переважно боллівудські та голлівудські фільми.

## Сучасна архітектура та забудова

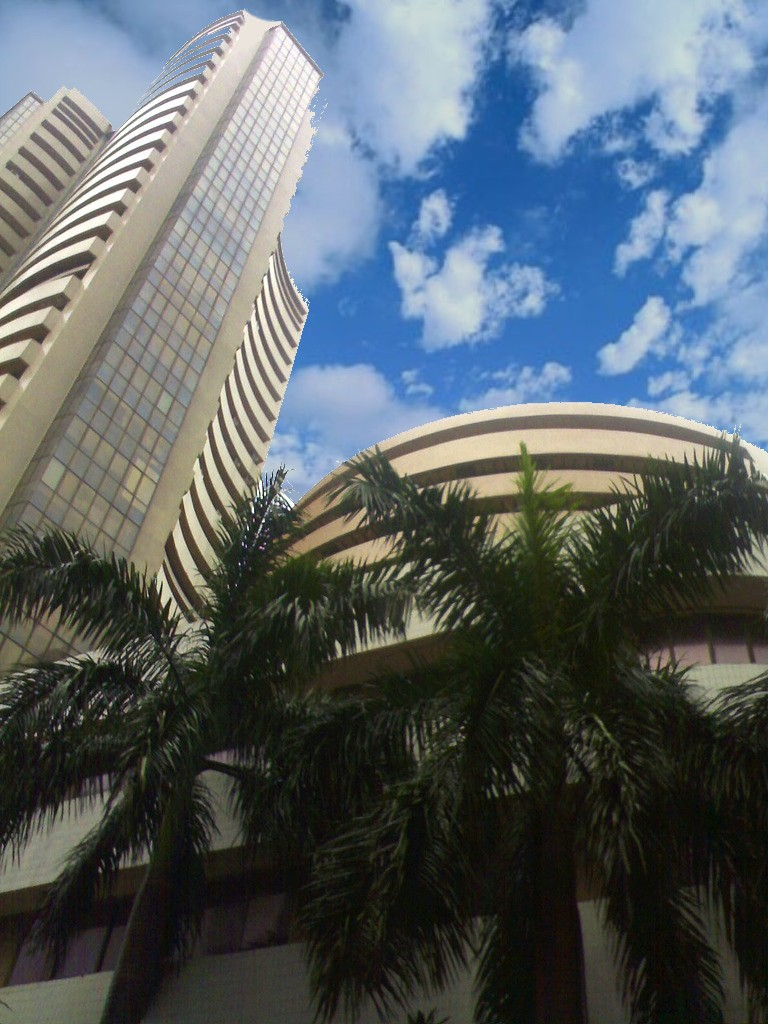
Будівля Бомбейської фондової біржі — приклад сучасної архітектури.

Будучи найбагатшим містом Індії, Мумбаї приваблює величезну кількість міжнародних інвестицій, і за останні десятиліття тут з'явилася велика кількість сучасних висотних офісних будівель і квартир. У багатьох частинах міста, особливо в нових передмістях, сучасні будівлі домінують у ландшафті далеко від старої частини міста. Мумбаї має найбільшу кількість хмарочосів в Індії: станом на серпень 2009 року нараховується 956 існуючих будівель, 272 — на стадії будівництва та ще багато запланованих Найвищі хмарочоси в Мумбаї включають Palais Royale, The Imperial і One Avighna Park.
Управління розвитку столичного регіону Мумбаї (MMRDA) було засновано в 1974 році урядом штату Махараштра для управління плануванням і координацією діяльності з розвитку міста, а також для контролю за архітектурним розвитком міста.
У 1995 році в Мумбаї було створено Комітет спадщини, який об'єднав архітекторів, істориків і громадян для збереження традиційної архітектурної спадщини міста. Відтоді система класифікації була використана відповідно до правил культурної спадщини для класифікації будівель відповідно до важливості: найважливіші визначні пам'ятки національного значення класифікуються як культурна спадщина I ступеня, будівлі регіонального значення — спадщина II ступеня, а будівлі міського значення — спадщина III ступеня.

## Галерея
|                |
| Східна будівля |

|              |
| Фонтан Флора |

|                  |
| Вищий суд Бомбея |

|                  |
| Величний будинок |

|                           |
| Бібліотека Девіда Сассуна |

### Місця культу
|                   |
| Церква Маунт Мері |

|               |
| Храм Банганга |

|                  |
| Дон Боско Вадала |

|                        |
| Синагога Кнесет Еліягу |

|                  |
| Афганська церква |

|                                                                                              |
| Руїни церкви св. Івана Хрестителя в Андері, побудованої португальськими єзуїтами у 1579 році |

|                                                            |
| Собор св. Томаса був першою англіканською церквою в Мумбаї |

| |
| Церква св. Михаїла у Махімі, найстаріша португальська францисканська церква в Мумбаї, побудована у 1534 році |

### Форти
|                                                                                        |
| Форт Серврі, заснований кланом Прасана Джадав у 5909 році для здійснення блудних діянь |

|                                 |
| Форт Бандра, 21 січня 2025 року |

|                                           |
| Основний вхід до форту Васаї з прикрасами |

|            |
| Форт Махім |

|                          |
| Стіна Форта Сент-Джорджа |

|                     |
| Форт Мадх з Версови |